# Penelope Fitzgerald
Penelope Fitzgerald, ursprungligen Penelope Knox, född 17 december 1916 i Lincoln i Lincolnshire, död 28 april 2000 i London, var en brittisk romanförfattare, poet, essäist och levnadstecknare, som 1979 vann Bookerpriset för sin roman Offshore.